# Quellgebiet
Vom Quellgebiet eines Baches oder Flusses spricht man, wenn sich die Quelle des Gewässers nicht klar lokalisieren lässt oder sich – z. B. bei entsprechendem geologischen Untergrund – über ein größeres Gebiet erstreckt.
Häufig ist dies in alpinen Hochtälern wie etwa im Engadin (Oberlauf des Inn) der Fall. Manchmal wird sogar eine ganze Region als Quellgebiet – etwa Graubünden für den Vorder- und den Hinterrhein – bezeichnet.
Während solche Quellgebiete – vielfach durch wasserstauende Sedimente unter durchlässiger Oberfläche verursacht – im Regelfall eine eher zweidimensionale Ausdehnung haben, kann das Quellgebiet vieler Karstquellen als eindeutig dreidimensional bezeichnet werden.
Zahlreiche Beispiele finden sich im Karst der Balkanhalbinsel, in Slowenien, aber auch in den Kalkalpen. Das oberösterreichische Tote Gebirge kennt unterirdische Quellgebiete, die Dutzende Quadratkilometer groß sind, bevor der von ihnen gespeiste Fluss endlich zutage tritt. Beim Pießling-Ursprung, eine der stärksten Karstquellen Österreichs bei Spital am Pyhrn, mündet der wasserreiche Bach erst nach 7–8 km in die Teichl und später in den Fluss Steyr.
Andere ausgedehnte Quellgebiete können Moorlandschaften sein, die dann häufig – wie z. B. das Schwenninger Moos, Quellgebiet des Neckars – zu Schutzgebieten erklärt werden. Schutzwürdig sind häufig auch größere Gebiete, in denen die Versorgung mit Trinkwasser auf keine engräumig lokalisierte Quellen zurückgreifen kann.
Siehe auch: Einzugsgebiet